# Johan Henrik Kyander
Johan Henrik Kyander, född 30 juli 1764 i Rantasalmi, död 4 juli 1840 i Heinävesi, var en finsk godsägare och hovsekreterare.

## Biografi

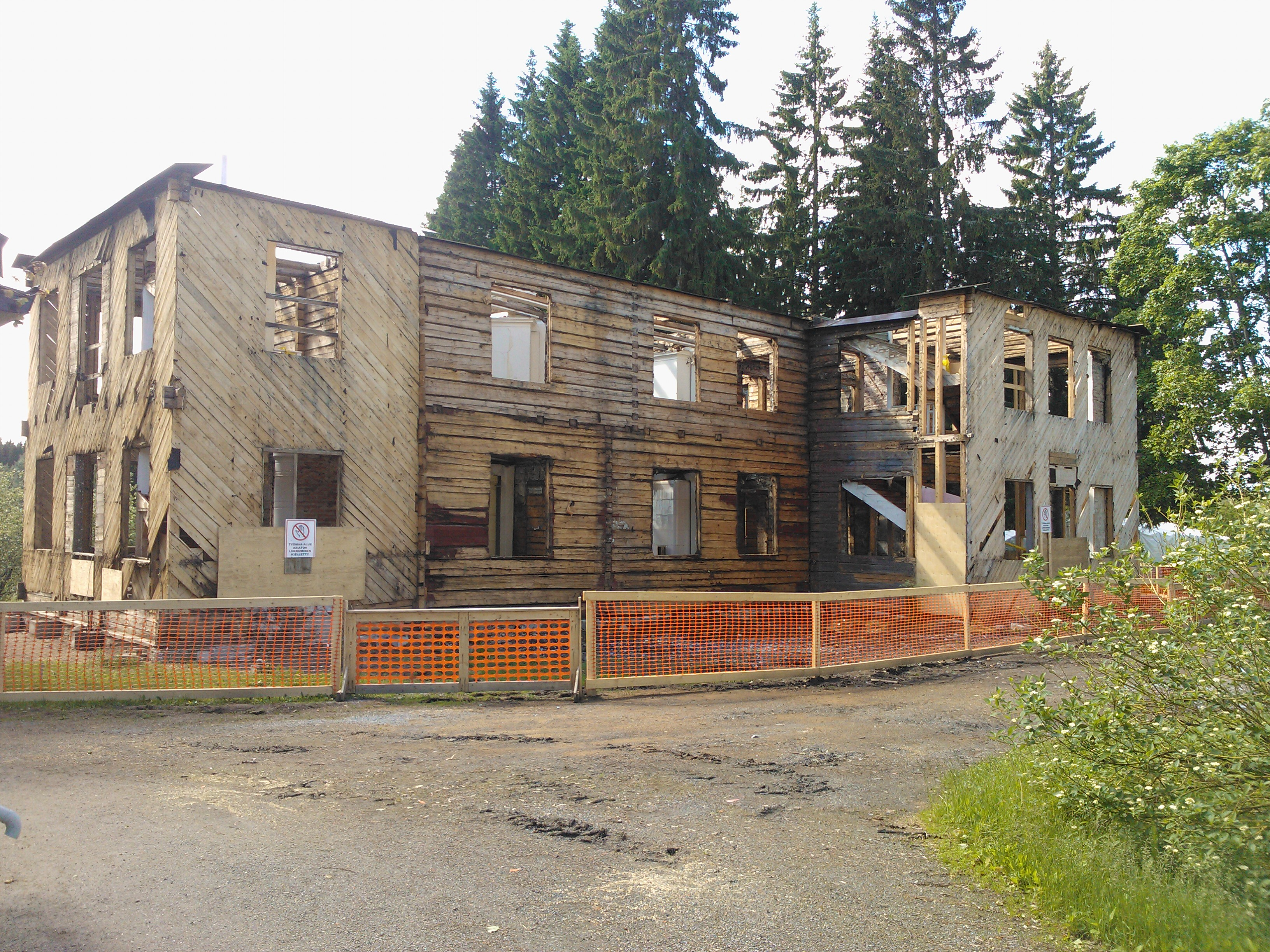
Papinniemi efter branden 2011

Kyanders föräldrar var fänriken och godsägaren Johan (Johansson) Kyander (1730-1820) och Hedvig Kristina Orbinski (1734-1788). Johan Henrik Kyander växte upp på den gamla kungsgården Strandgård i Rantasalmi. Han ingick äktenskap 1806 med Margareta Elisabet Bohm (1783-1833).
Johan Henrik Kyander utmärkte sig genom flit och skicklighet som lantbrukare, och utvidgade sina ägor genom omfattande inköp av skog och jordar i framför allt Heinävesi på andra sidan det stora sjösystemet Saimen. Redan sedan tidigare ingick i Strandgårds ägor Papinniemi i Heinävesi. Här anlade fadern Johan Johansson Kyander en ny herrgård på 1770-talet som i praktiken blev familjens huvudgård, vilket bekräftades officiellt vid storskiftet 1804, då Strandgård istället blev utgård till Papinniemi. Med Johan Henrik Kyanders landförvärv växte ägorna kring Papinniemi, och detta fortsatt i än högra grad när sonen Henrik Gustaf Kyander tog över. Till ägorna fogade Johan Henrik Karvio herrgård (Karviogård) i Heinävesi, Kopolanniemi i Leppävirta, samt Lamminpohja i Rantasalmi. Efter hans död styckades ägorna upp i fem delar, av vilka Karviogård var den största. Papinniemi är idag mer känt som Valamo nya kloster, ett av den finska ryskortodoxa kyrkans viktigaste center. Papinniemis herrgårdsbyggnad, som på senare år länge stått oanvänd, förstördes genom brand 2011.
Johan Henrik Kyander mottog svensk hovsekreterares titel 1796. Han var far till Henrik Gustaf Kyander och ytterligare sju barn.